# Herbert Heath
Sir Herbert Leopold Heath, KCB, MVO (* 27. Dezember 1861 in Moorhurst, Surrey; † 22. Oktober 1954 in London) war ein britischer Marineoffizier (Admiral) und Diplomat (Marineattaché).

## Leben und Wirken
Heath wurde als Sohn des Admirals Sir Leopold George Heath (1817–1907) geboren. 1874 trat er als Kadett in die britische Royal Navy ein. Bis 1902 wurde er zum Captain befördert. Von August 1908 bis August 1910 amtierte Heath als Nachfolger von Philip Dumas als Marineattaché an der britischen Botschaft in Berlin. Ihm oblag somit die Pflege der marinepolitischen Beziehungen beider Länder auf dem Höhepunkt des deutsch-britischen Wettrüstens im Vorfeld des Ersten Weltkrieges. 
In diesem Zusammenhang führte Heath Gespräche mit zahlreichen führenden Vertretern auf deutscher Seite wie Kaiser Wilhelm II., Admiral von Tirpitz und Admiral von Müller. Während seiner Zeit in Deutschland beobachtete Heath mit zunehmender Besorgnis den Ausbau der deutschen Hochseeflotte. Seine Berichte nach London trugen dazu bei, Regierung und Admiralität, Parlament und Presse über die rasche deutsche maritime Aufrüstung in Kenntnis zu setzen und für die in dieser potentiell angelegten Gefahr zu sensibilisieren.
Auf deutscher Seite machte man Heath daher vielfach für den Ausbruch des Naval Scares von 1909 verantwortlich. So beschuldigte der Kaiser Heath intern, „Lügen zu verbreiten, Unsinn zu erzählen und gegen Deutschland zu agitieren“ (lies, nonsense, agitated against us). Danach erschwerte man ihm zunehmend den Zugang zu deutschen Marineeinrichtungen und verwehrte ihm immer häufiger Audienztermine. Das vom britischen Botschafter Goschen am 23. Juli 1910 vorgebrachte Ersuchen, Heath eine Abschiedsaudienz zu gewähren, lehnte der Kaiser dementsprechend mit dem Vorwand ab, anderweitig beschäftigt zu sein. Tirpitz meinte ebenfalls, Heath würde die britische Regierung mit unzutreffenden und böswilligen Informationen über das deutsche Bauprogramm versorgen. Seligmann fasste die Stimmung gegen Heath in Deutschland, die erheblich zu dessen Abberufung beitrug, wie folgt zusammen: “Very quickly it became axiomatic in Berlin that the British rejection of the assurances given by the imperial government with regard to naval construction was due to erroneous information supplied by heath.” Heaths Nachfolge als Marineattaché trat ab 1910 Captain Hugh Watson an.
Von 1912 bis 1915 übernahm Heath den Posten des Inspekteurs für die Werft von Portsmouth (Admiral Superintendent Portsmouth Dockyard). Als Rear-Admiral nahm er 1916 an der wichtigsten Seeschlacht des Ersten Weltkriegs, der Schlacht im Skagerrak teil, in der er die 7. und die 2. Kreuzerschwadron sowie die 3. Schlachtschwadron der Royal Navy befehligte.
Am 4. Juni 1917 wurde Heath als Knight Commander des Order of the Bath geadelt. Von 1918 bis 1919 bekleidete er als Zweiter Seelord (Second Sea Lord) den drittwichtigsten Posten in der britischen Marine nach dem des Marineministers (First Lord of Admiralty) und dem des Ersten Seelords (First Sealord). Im Anschluss an seine Beförderung zum Admiral nahm er von 1919 bis 1922 den Posten des Oberbefehlshabers der britischen Marine an der schottischen Küste wahr.